# Hannelore Burosch
Hannelore Burosch (n. 16 noiembrie 1947, Rostock, Zona de ocupație sovietică) este o handbalistă ce a reprezentat Germania, medaliată olimpică. A participat la o ediție a Jocurilor Olimpice (1976) în care a câștigat o medalie de argint.

## Participări
Lista de mai jos prezintă principalele competiții la care a participat Hannelore Burosch de-a lungul carierei.
- handball at the 1976 Summer Olympics – women's tournament[*]